# Veľké Leváre
Veľké Leváre (in ungherese Nagylévárd, in tedesco Gross-Schützen) è un comune della Slovacchia facente parte del distretto di Malacky, nella regione di Bratislava.